# Triodia bitextura
Triodia bitextura är en gräsart som beskrevs av Michael Lazarides. Triodia bitextura ingår i släktet Triodia och familjen gräs. Inga underarter finns listade i Catalogue of Life.